# 镇魂 (网络剧)
《镇魂》（英語：Guardian），改编自作家Priest耽美小说《镇魂》的网路剧，由白宇、朱一龍主演。2018年6、7月在优酷视频播出后，迅速爆红，成为中国大陆2018年夏天现象级的影视作品。剧集粉丝亦以“镇魂女（男）孩”知名。剧集爆红后，即在播出完结不久的8月2日被下架，原因不详。至8月底，或称有地方台复播此剧。9月下旬，或称优酷视频复播其中两集，不久迅速屏蔽。11月10日，经过删减的剧集于优酷重新上架。

## 制作、播出与下架

### 制作、播出及爆红
该剧由时悦影视出品，浙江晟喜华视、泰洋川禾文化传媒、幻秘文化传播联合出品，周远舟执导，白宇、朱一龙等主演。2017年4月15日，在上海开机，同年7月13日杀青。2018年1月15日，公布首支片花，3月26日公布第二支片花。6月13日，于网络平台优酷视频播出。
随着6、7月的播出，此剧随即爆红，除两位主演演技外，对此剧各方面评价不高，甚至有评论者将其剧情、画面、布景、特效、配角演技通通归为“粗制滥造”。有观点认为该剧剧情不是上乘之作，而完全依赖演员带“爆”剧集，两位主演白宇、朱一龙高度还原原著人物，“以演员一己之力带动整部作品的情况实属罕见。”同时，在此剧粉丝“镇魂女孩”强利推动下，剧集和主演亦成网络平台关注的热点。

### 播出方式
| 频道     | 所在地 | 播出日期              | 播出时间                                             |
| 优酷视频 | 中国   | 2018年6月13日-7月25日 | 会员每周三、四18点更新三集，非会员每周一至六更新一集 |
| 中華TV   |        | 2018年11月3日         | 星期一至五 晚上22:00 兩集連播                        |
| E樂      | 新加坡 | 2019年1月10日         | 星期一至五 晚上23:00                                 |

### 镇魂女孩（男孩）
剧集的粉丝被称为镇魂女孩（男孩），亦称镇魂女鬼，或说因善于发掘两位主演甚至演员好友的“黑历史”而由镇魂女孩升级为镇魂女鬼。剧集和主演的爆红，与镇魂女孩群体性的二次創作和推广息息相关。以剧集衍生的表情包为例，在播出的6月间，即已被广泛使用。甚至被人民网、中国气象局、中央气象台等机构的官方微博使用。当微博网友评论“气象官博突然集体嗑镇魂”时，中央气象台官方微博则回复“是自己人遍布全行业的节奏”。而有评论在剧集播出的初期，即已指出镇魂女孩“无论是转发和自制表情包、产出视频、剧改漫画、精修截图的节奏，还是发现朱一龙白宇在演戏这条路上的兢兢业业，镇魂女孩都整齐划一，盘活了各种宣传形式和手段，以原著+影视+演员三个元素为基础的复合宣传水准相当高，给了巍澜CP出圈的机会，也让路人知道了两位优秀的演员朱一龙和白宇。”
镇魂女孩亦获得优酷的官方认可，优酷于7月20日投放的户外广告中，打出“镇魂女孩”“C位出道”的口号。

### 剧集下架、地方台播出
全剧在7月25日播出完结，即于8月2日被下架，优酷视频和制作方并未公布原因。有评论认为，下架原因并非一般认为的“宣傳封建迷信、過度渲染社會陰暗面、部分畫面血腥暴力。”，而是原著的耽美属性。虽然剧集已将两位主角之间的同性恋情改为兄弟情。而此前已有APP下架原著的有声小说，视为剧集下架的前兆。实际上，自2016年初，耽美网剧《上瘾》在播出过程中被下架，耽美题材已成为中国大陆影视的禁区。有指《上瘾》下架之后，出演耽美或改编作品的演员多为非表演院校出身、且知名度较低的演员。《镇魂》亦是近两年来第一次由表演院校出身的演员出演的耽美题材改编作品。
除剧集下架外，有指包括花絮在内的相关视频被下架、禁播。同时，新浪微博上禁止搜索“镇魂”二字，并于8月9日在超话功能中屏蔽“镇魂”这一话题，包括与《镇魂》名字相近的网络作品《镇魂街》亦受牵连。8月15日，中国中央电视台音乐频道播出《镇魂》推广曲《时间飞行》，被视为剧集可能重新上架的预兆。此后，下架的花絮重新上线。8月18日时，新浪微博已在超话功能中解禁“镇魂”，但剧集仍处于下架状态。8月底，网友发现湖北的地方台有播出此剧。9月22日的报道，或称优酷视频复播其中第1、第6集，不久又迅速屏蔽。优酷官方无公开回应。11月10日，优酷在官方微博发布《镇魂》海报，配文称“让这个夏天的感动，延续成冬天的温暖”。后证实，《镇魂》重新上架，称之为镇魂女孩过年。次日，观众反馈，相较之前播放的版本，某些CP剧情和经典场面被删除，弹幕数量减少。

## 剧情
剧集对原著情节有较大改编，除赵云澜和沈巍之间的同性恋情更改为“兄弟情”外，更将以上古中国神话为背景的故事设定改为海星人、地星人和亚兽族人之间的争斗。
位于龙城市光明路4号的特别调查处是一处特殊机构，它的职责是保护市民、维护和平，并处理地星人私逃至海星的相关事件。龙城大学发生奇案后，特別調查處處長赵云澜（白宇 飾）带领特调处一干人等前往调查，由此结识龍城大學生物系教授沈巍（朱一龍 飾）。沈巍在之后，亦搬家成为趙雲瀾的邻居。特调处發現除了龙城大学的奇案，在此之后所发生的数起奇异事件，沈巍皆身陷其中。此事，引起了赵云澜的怀疑，但他卻不知道，沈巍的真实身份实际是与特调处合作已久的黑袍使。

## 演员表
| 演员   | 角色         | 简介 | 备注 |
| 白宇   | 赵云澜       | 特别调查处处长，镇魂令令主，對沈巍有一見如故的熟悉感。因夜尊之故，打开虫洞，穿越至一万年前。赵云澜救鬼王沈嵬一命后，被大庆找到，冒充死去的昆仑，并与沈嵬相识。最终，赵云澜为了拯救危局，生祭镇魂灯，灵魂化为镇魂灯芯，永世痛苦。                                                                       | 原著中赵云澜是上古时代大荒山圣——昆仑君的最近一次转世。最初，盘古以巨斧开天辟地，巨斧分落两地，斧柄化为不周山，斧刃化为昆仑山。昆仑山本是中国神话中最为重要的象征之所。原著中，昆仑君即昆仑山山魂。上古先圣女娲造人后，与伏羲建立大封，由此产生大不敬之地。神农借用昆仑君的左肩魂火时，有意无意之间将其散落于大不敬之地，诞生鬼族。两次神魔大战后，共工撞倒不周山。大封出现漏洞，鬼族进入人间。诸位先圣试图重建世间秩序。女娲以自己的身体化为后土，以三魄重建大封。变为凡人的神农在肉身死亡后，以他的元神构建起小轮回。昆仑君的肉身则化为镇魂灯灯托，心血化为灯芯，元神前往大不敬之地看守后土大封，以防鬼族逃出大不敬之地。而在昆仑君的大限来临之前，鬼王巍将其元神禁锢，并与神农交易，使之得以进入小轮回，以凡人的身份轮回为历代镇魂令令主。 |
| 白宇   | 昆仑         | 第35集出场即被砍死。 | 原著中赵云澜是上古时代大荒山圣——昆仑君的最近一次转世。最初，盘古以巨斧开天辟地，巨斧分落两地，斧柄化为不周山，斧刃化为昆仑山。昆仑山本是中国神话中最为重要的象征之所。原著中，昆仑君即昆仑山山魂。上古先圣女娲造人后，与伏羲建立大封，由此产生大不敬之地。神农借用昆仑君的左肩魂火时，有意无意之间将其散落于大不敬之地，诞生鬼族。两次神魔大战后，共工撞倒不周山。大封出现漏洞，鬼族进入人间。诸位先圣试图重建世间秩序。女娲以自己的身体化为后土，以三魄重建大封。变为凡人的神农在肉身死亡后，以他的元神构建起小轮回。昆仑君的肉身则化为镇魂灯灯托，心血化为灯芯，元神前往大不敬之地看守后土大封，以防鬼族逃出大不敬之地。而在昆仑君的大限来临之前，鬼王巍将其元神禁锢，并与神农交易，使之得以进入小轮回，以凡人的身份轮回为历代镇魂令令主。 |
| 白宇   | 獐狮         | 原是与赵云澜父亲赵心慈共享身体的地星人。第40集结局时，赵云澜灵魂离体后，进入他的身体，顶替他出现。 | 电视剧新增人物。原著中，赵云澜曾拜托附身于自己父亲的神农药钵，如若自己牺牲，冒充自己，以为双亲送终。 |
| 朱一龙 | 沈巍         | 龙城大学生物学教授，另一重身份是黑袍使。异能是学习。一万年前，是鬼王，他被穿越的趙云瀾所救，赵将他的名字由“沈嵬”改为“沈巍”。一直深爱着赵云澜，但又傲娇，但是赵云澜受伤沈巍既心疼又生气。与穿越前的赵云澜重逢之初，隐瞒身份，并一直在保護趙云瀾。最终，与弟弟夜尊同归于尽。                             | 在中国文化中，传说中的昆仑山与昆仑山脉被视为一体，有“巍巍昆仑、万山之祖”一语。剧集将原著中的斩魂使改称为黑袍使。原著中，嵬与鬼面为双生鬼王。小鬼王嵬在邓林之阴结识昆仑君，对他一见钟情。曾花五十年时间，收集昆仑君遗失的魂火。此后，一直追随昆仑君。昆仑君为他改名为巍，并为保护他，将自身的昆仑神筋拔出，安于他的体内，使之提升为半鬼半神之身。为保昆仑君，鬼王巍与神农交易，让昆仑君的元神进入小轮回，自己看护后土大封。他守护并帮助昆仑君的历代转世，却不能与他相认。至赵云澜时，由于大封将破、以及鬼面暗中安排，沈巍方才与一直深爱着的赵云澜相识、相爱。沈巍在殉道时重生，并生出魂魄，最终，促成神农所构建的大轮回完成。 |
| 朱一龙 | 夜尊         | 鬼王的孪生弟弟，烛九和鸦青的幕后老板。一万年前，他与鬼王失散，误会鬼王抛弃他，因而憎恨鬼王。饱受虐待后，激发出吞噬的异能。后夜尊被封禁于地星柱石中一万年，他以让地星人重返海星为己任。最初以虚影形象出场。后以佩戴面具的形象示人。第33集以真面目出场。临死前，从鬼王口中得知真相，消除误会，最终合解。 | 原著称他为鬼面。剧集粉丝称之为“面面”。或依沈巍的姓氏，称之为沈面。 |
| 辛鹏   | 郭长城       | 特别调查处实习生，真誠與正能量感染了特調處。 | 原著中为镇魂灯灯芯转世。 |
| 李硯   | 大庆         | 特别调查处副处长，是活了超過萬年的黑猫，被老李誤會為怪物而被打到失憶。 | |
| 高雨儿 | 祝红         | 特别调查处秘书，蛇族，喜歡趙云瀾，身材超級好，原先學習蛇族催眠術，後來被沈巍反催眠下達「再使用催眠術很危險」的指令而不再使用。后为亚兽族大族长，統御花族、鴉族和蛇族三大部落 | |
| 江明洋 | 楚恕之       | 地星人楚家傀儡師的傳人，特别调查处外勤，對郭長城有一份兄弟之情，经常从郭长城身上看到已逝去的弟弟楚念之的影子。 | |
| 刘泯廷 | 林静         | 海星人，特别调查处技术支持，發明黑能量探測器。原是海星鑒歐陽貞的學生，派去特調處暗地傳送地星人資料，以利開發地星人血清，後因歐陽貞迷戀地星人血清的能力走火入魔，心思還是支持在特調處，協助趙雲瀾反間計破壞歐陽貞的計畫。                                                                               | 喜歡沙雅，給她做了一個能夠投影星空的戒指💍。\|\| |
| 李思琪 | 汪徵（格兰） | 能量體（靈魂），特别调查处人事，瀚噶族传人，原名格兰，桑赞的爱人。 | |
| 王超伟 | 桑赞         | 汪徵的爱人，瀚噶族人，后为特别调查处图书管理员。 | |
| 王伟华 | 赵心慈       | 趙云瀾父親，前特调处处长，同時也是星督局局長。 | |
| 王伟华 | 獐狮         | 十幾年前因一次意外而進入了趙心慈的身體，成為他的另一個人格。 | 原著中未提及他的名字，仅知为神农药钵成精，附身于赵父。 |
| 黄铄   | 野火         | 格鬥場的擂台霸主，實際上卻默默在幫助格鬥的青少年們。 | |
| 鞠小云 | 鸦青         | 亞獸族鴉族長老，因想成為亞獸族大族長而成為夜尊的部下。最後因祝红成為亚兽族大族长而想通，回歸亚兽族。 | |
| 马靓   | 迎春         | 亞獸族花族長老。 | |
| 吴竹青 | 华玉柱       | 沙雅兒時好姐妹，異能是讓快枯萎的植物恢復生命力。 | |
| 郝爽   | 沙雅         | 擁有電力異能的地星人，在地面是酒吧駐唱，林靜喜歡的人。最後被夜尊吞噬。 | |
| 袁野   | 魇公子       | 夜尊的部下，異能是進入別人夢中控制對方。 | |
| 王永峰 | 丛波         | 超人气爆料网红，龙城第一揭秘者。 | |
| 周晓海 | 欧阳贞       | 海星鍳研究部教授。 | |
| 王乃超 | 燭九         | 原為地君殿的守衛，渴望成為黑袍使一樣偉大的人，被自己的隊長責備羞辱，後被夜尊誘惑成為夜尊的心腹，能力是把光轉化為自己的能量，被黑袍使重傷後自願把最後的能量奉獻給夜尊而亡。 | |
| 金龙   | 郭英         | 监察部副部长，郭长城的二舅。 | |
| 董钒   | 李茜         | 龙城大学外语学院研究生，沈巍的学生。后为海星鍳研究所所长。 | |
| 沈夢琪 | 大吉         | 和大慶一樣是黑貓。最後一戰用盡貓的復活能力死去。 | |

## 网络剧原声带
| 曲序     | 曲目                          |              | 作曲     | 编曲         | 製作人   | 演唱         | 时长  |
| -------- | ----------------------------- | ------------ | -------- | ------------ | -------- | ------------ | ----- |
| 1.       | 只是太在意（片尾曲）          | 林乔、宁桓宇 | 宁桓宇   |              |          | 宁桓宇       | 3:46  |
| 2.       | 时间飞行（推广曲）            | 张赢         | 罗锟     | 罗锟、陈雪燃 | 宋鹏飞   | 白宇、朱一龙 | 3:06  |
| 3.       | We Won't be Falling（主题曲） | 陈雪燃       | 陈雪燃   | 陈雪燃       | 宋鹏飞   | 陈雪燃       | 3:11  |
| 4.       | 初心（插曲）                  | 張贏         | 陈雪燃   | 羅錕、陳雪燃 |          | 張赫宣       | 3:52  |
| 总时长： | 总时长：                      | 总时长：     | 总时长： | 总时长：     | 总时长： | 总时长：     | 13:53 |

## 榮譽獎項
- 第三届金骨朵网络影视盛典年度人氣网络剧[26]